# Wenshan
Wenshan (文山市S, WénshānP) è una città-contea della Cina, situata nella provincia di Yunnan e amministrata dalla prefettura autonoma zhuang e miao di Wenshan.